# Плеханы (Саратовская область)
Плеханы — село в Балаковском районе Саратовской области, в составе сельского поселения Быково-Отрогское муниципальное образование.
Население — 759 (2010).

## История
Современное село образовано в результате слияния двух населённых пунктов - деревни Косыревки (Алексеевки) и хутора Плеханы. Оба населённых пункта по наиболее вероятной версии были основаны в конце XVIII века. Находились они на речке Бителяк, растянувшись на семь вёрст по её течению и постепенно разрастаясь навстречу друг другу. 
Согласно Списку населённых мест Российской империи по сведениям за 1859 год оба населённых пункта относились Николаевскому уезду Самарской губернии. Во владельческой деревне Косыревка имелось 124 двора, проживало 443 мужчины и 454 женщины, в мещанском хуторе Плеханы имелось 104 двора, проживало 262 мужчины и 278 женщин. 
После крестьянской реформы деревня Косыревка была отнесена к Красноярской волости, хутор Плеханы, несмотря на расположение в границах Николаевского уезда Самарской губернии, был причислен к городу Вольску Саратовской губернии. Согласно населённых мест Самарской губернии по сведениям за 1889 год в деревне Алексеевка (она же Косыревка) Красноярской волости насчитывалось 440 дворов, проживало 1189 жителей (русские православного и раскольнического вероисповедания), имелось 6 ветряных мельниц. На хуторе Плеханы имелось 120 дворов, число жителей неизвестно. 
В 1891 году в Алексеевке была построена церковь во имя Архистратига Михаила. Согласно переписи 1897 года в Алексеевке проживало 1297 жителей, православных - 1097, старообрядцев (беглопоповцы) - 200. 
В 1902 году алексеевский землевладелец, действительный член Общества ревнителей русского исторического просвещения граф В.П. Орлов-Денисов открыл в селе бесплатную народную библиотеку имени Общества. Накануне Первой русской революции, с осени 1901 года в Алексеевке началось брожение среди крестьян на тему законности владения землёй графом Орловым-Денисовым и графиней Шуваловой. Объединившись с жителями Рыбного Вольского уезда, крестьяне Алексеевки несколько раз собирали сход и ходатайствовали о передаче им барской земли. Конфликт продолжался и в 1902 году. Ситуацию, однако, довольно быстро взяла под контроль полиция, арестовавшая и выславшая из Вольского и Николаевского уезда зачинщиков протестного движения
Согласно Списку населённых мест Самарской губернии 1910 года в Алексеевке проживали преимущественно бывшие помещичьи крестьяне, русские, православные и раскольники, 735 мужчин и 738 женщин. Земельный надел составлял 880 десятин удобной и 4 десятины неудобной земли. В селе имелись церковь и церковно-приходская школа. На Плехановском хуторе на тот момент насчитывалось примерно 1300 жителей
С утверждением Советской власти Плеханы стали центром одноимённого сельсовета Красноярской волости Пугачёвского уезда. В 1926 году в Плеханах насчитывалось 246 домохозяйств, проживали 530 мужчин и 627 женщин, работала школа 1-й ступени. В Алексеевке, являвшейся центром Алексеевского сельсовета той же волости, в 295 дворах проживали 561 мужчина и 679 женщин. В том же 1926 году начала работу алексеевская начальная школа, преобразованная в 1935 году в семилетнюю, а в 1940 году – в среднюю. Местная церковь была закрыта и впоследствии разрушена. 
Великая Отечественная война унесла жизни более 200 жителей объединённого села. Во второй половине XX века в Плеханах располагалась центральная усадьба колхоза имени Чкалова.

## Физико-географическая характеристика
Село находится в Заволжье, в прибрежье Волги, на берегу озера Бителяк, на высоте около 25 метров над уровнем моря. В пойме Волги сохранились пойменные леса. Почвы - чернозёмы южные, в пойме Волги - пойменные нейтральные и слабокислые.
Село расположено примерно в 38 км по прямой в западном направлении от районного центра города Балаково. По автомобильным дорогам расстояние до районного центра составляет 51 км, до областного центра города Саратов - 130 км.
Климат
Климат умеренный континентальный (согласно классификации климатов Кёппена - Dfa). Многолетняя норма осадков - 558 мм. Наибольшее количество осадков выпадает в декабре (64 мм), наименьшее в марте - 34 мм. Среднегодовая температура положительная и составляет + 6,2 °С, средняя температура самого холодного месяца января -10,8 °С, самого жаркого месяца июля +22,5 °С.
Часовой пояс
Плеханы, как и вся Саратовская область, находится в часовой зоне МСК+1. Смещение применяемого времени относительно UTC составляет +4:00.

## Население
| Население              | 1859 | 1889 | 1897 | 1910   | 1926 | 2002 |
| ---------------------- | ---- | ---- | ---- | ------ | ---- | ---- |
| Косаревка (Алексеевка) | 897  | 1189 | 1297 | 1473   | 1240 | 700  |
| Плеханы                | 540  | н/д  | н/д  | ≈ 1300 | 1157 | 700  |

| 2002 | 2010 |
| ---- | ---- |
| 700  | ↗759 |

Национальный состав
Согласно результатам переписи 2002 года русские составляли 90 % населения села.